# Léon Huot
Léon Huot (Villeneuve-Saint-Georges, 31 dicembre 1898 – Alès, 26 maggio 1961) è stato un calciatore francese, di ruolo difensore.

## Carriera

### Nazionale
Ha collezionato 4 presenze con la propria Nazionale.

### Statistiche

#### Cronologia presenze e reti in Nazionale
| Cronologia completa delle presenze e delle reti in nazionale ― Francia | Cronologia completa delle presenze e delle reti in nazionale ― Francia | Cronologia completa delle presenze e delle reti in nazionale ― Francia | Cronologia completa delle presenze e delle reti in nazionale ― Francia | Cronologia completa delle presenze e delle reti in nazionale ― Francia | Cronologia completa delle presenze e delle reti in nazionale ― Francia | Cronologia completa delle presenze e delle reti in nazionale ― Francia | Cronologia completa delle presenze e delle reti in nazionale ― Francia |
| Data                                                                   | Città                                                                  | In casa                                                                | Risultato                                                              | Ospiti                                                                 | Competizione                                                           | Reti                                                                   | Note                                                                   |
| ---------------------------------------------------------------------- | ---------------------------------------------------------------------- | ---------------------------------------------------------------------- | ---------------------------------------------------------------------- | ---------------------------------------------------------------------- | ---------------------------------------------------------------------- | ---------------------------------------------------------------------- | ---------------------------------------------------------------------- |
| 29-8-1920                                                              | Anversa                                                                | Francia                                                                | 3 – 1                                                                  | Italia                                                                 | Giochi Olimpici 1920                                                   | -                                                                      |                                                                        |
| 31-8-1920                                                              | Anversa                                                                | Rep. Ceca                                                              | 4 – 1                                                                  | Francia                                                                | Giochi Olimpici 1920                                                   | -                                                                      |                                                                        |
| 4-6-1924                                                               | Le Havre                                                               | Francia                                                                | 0 – 1                                                                  | Ungheria                                                               | Amichevole                                                             | -                                                                      |                                                                        |
| 20-6-1926                                                              | Bruxelles                                                              | Belgio                                                                 | 2 – 2                                                                  | Francia                                                                | Amichevole                                                             | -                                                                      |                                                                        |
| Totale                                                                 |                                                                        | Presenze                                                               | 4                                                                      |                                                                        | Reti                                                                   | 0                                                                      |                                                                        |